# Charmaine Bucco

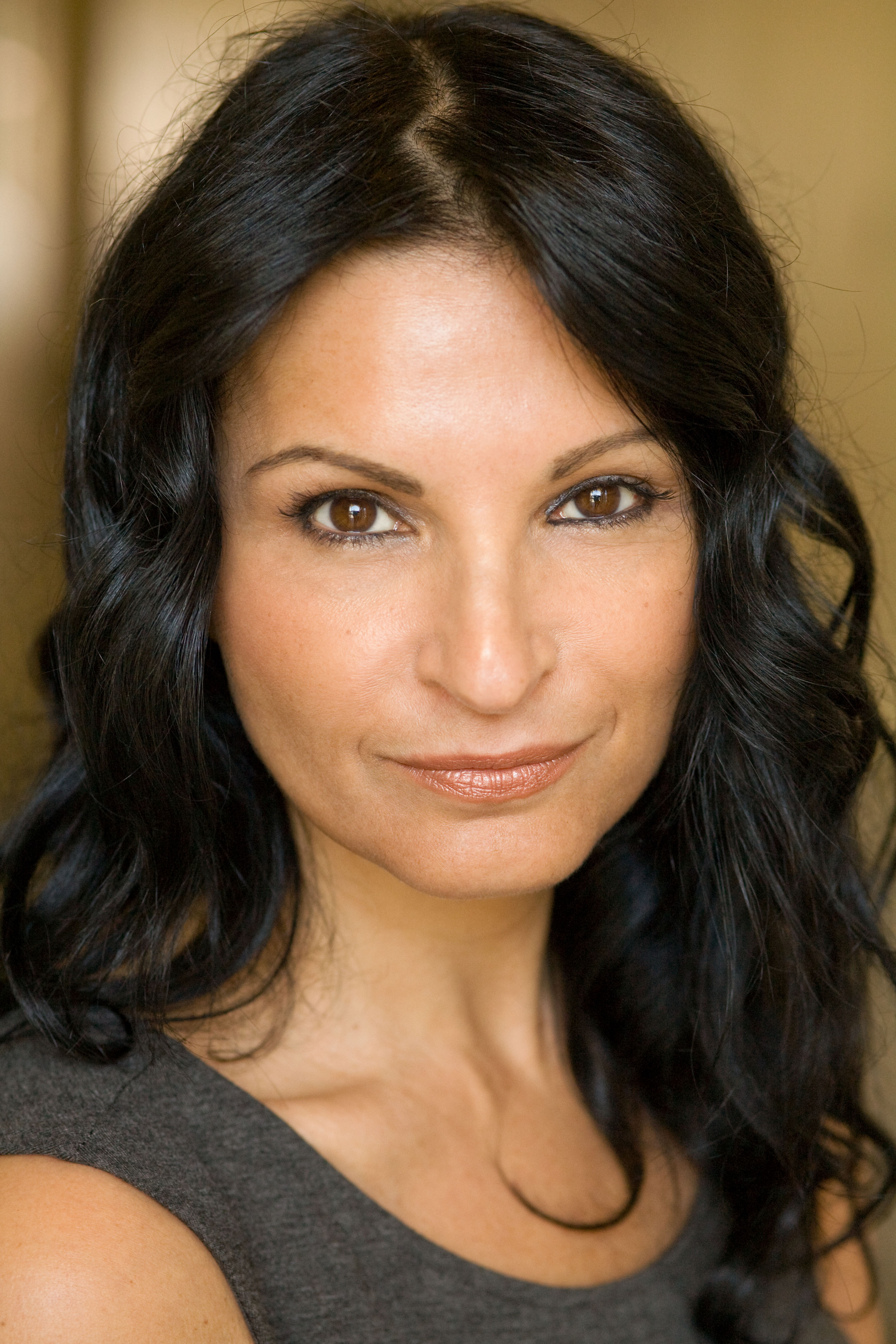
Charmaine Bucco

Charmaine Bucco (n. cca. 1967), interpretată de Kathrine Narducci, este un personaj fictiv în seria televizată distribuită de HBO, Clanul Soprano. Este nevasta lui Artie Bucco și prietenă din copilărie de-a lui Carmela și Tony Soprano.